# 피아노 소나타 10번 (베토벤)

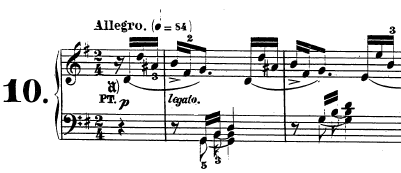

《피아노 소나타 10번 사장조, 작품 번호 14-2》는 루트비히 판 베토벤에 의해 쓰인 피아노 소나타로, 두 개의 소나타로 이루어진 작품 번호 14 세트의 두 번째 작품이다.

## 개요
《작품 번호 14 세트》의 두 소나타는 정확한 작곡 연도가 식별되지 않지만, 아마도 1798년에서 1799년 사이에 쓰인 것으로 추정되고 있다. 구스타프 노테봄은 베토벤의 스케치장을 검토한 결과, 1795년에 완성된 《피아노 협주곡 2번》과 함께 늘어서는 형태로 이 작품의 착상이 쓰여 있었다고 한다. 출판은 1799년 12월에 《9번 소나타》와 함께 빈의 몰로 사를 통해 이루어졌고, 헌정은 요제피네 폰 브라운 남작부인에게 이루어졌다. 이 소나타는 1801년 혹은 1802년에 《현악 사중주 바장조, Hess 34》로 편곡되었는데, 이 편곡 작품 또한 브라운 남작부인에게 바치는 것이었다.
피아니스트이자 음악 학자인 찰스 로젠은 작품 번호 14 세트의 두 소나타에 대해 "지금까지의 작품에 비교해서 대단히 검소하고, 기술적인 난관도 적으며, 가정용으로 운명지어져 있다"라고 진술하고 있다. 그러나 어깨에 힘이 빠진 음악을 간결한 형식 속에 표현한 본 작품의 단순성은 이른바 소나티네의 평이함과는 차별화된 것이다. 베토벤의 친구이자 비서, 그리고 음악가였던 안톤 쉰들러는 작품 번호 14 세트의 두 소나타에 대해 "내용이 매우 풍부한 우수한 것임에도 불구하고 일반적으로 크게 인정되지 않는 것"이라고 평했고, "남녀의 대화가 인정된다"고 말한 뒤, "특히, 두 번째 소나타에서는 이 대화가 더욱 명확하게 표시되어 있고, 두 개의 성부의 대립이 첫 번째 소나타보다 더 분명하다"고 말했다.
같은 시기에 작곡된 것으로 여겨지는 《8번 소나타 "비창"》과 이 작품 사이에 보여지는 성격의 차이에는 베토벤의 작곡 자세가 틈으로 살짝 보인다. 이 작품은 작곡가의 유머러스한 일면이 비추어지고 있는데, 이토록 변덕스러운 성격을 나타내는 악곡도 드물다. 《작품 번호 14 세트》의 가치에 대하여, 에른스트 폰 엘터라인처럼 낮은 평가를 내리는 경우도 있는 반면, 도널드 토비나 쉰들러처럼 높은 평가를 내리는 경우도 있다.

## 악장 구성
이 소나타는 전 세 개의 악장으로 구성되어 있다:
1. 알레그로
2. 안단테
3. 스케르초: 알레그로 아사이

연주 시간은 약 15분에서 16분 정도이다.

### 제1악장. 알레그로
2/4 박자, 사장조, 소나타 형식. 제1주제는 왼손이 오른손의 호소에 응하는 것 같은 악보1이며, 쉰들러가 말한 듯이 "남녀의 대화"가 연상된다.

악보1
가요적인 제1주제에 계속되어 아르페지오의 반주 위로 경과 주제가 온화하게 읊어진다. 라장조가 되어서 3도의 중음에 의해 제2주제가 제시된다(악보2).
악보2
32분 음표에 의한 주구가 삽입되어 구분이 되면 보례 3의 새로운 선율이 나타나고, 악보3이 불리는 것으로 코데타가 형성되어 간다.
악보3
제시부가 반복되어 전개부가 된다. 전개부는 비교적 규모가 큰 것으로, 먼저 사단조의 악보1로 시작하면 보례 2가 뒤따른다. 가라앉은 곳에서 갑자기 포르테로 오른손에 3연부의 흐름이 생기고, 악보1이 저음으로 연주되어 절정을 형성한 후 페르마타에 의해 한 템포 쉬어진다. 다시 첫 번째 주제가 나타나 급속한 패시지로 넘어가면, 여기서부터 라 음이 유지되어 긴 페달포인트가 된다. 재현부는 정법대로 진행되며 끝에 놓인 악보1에 따른 코다가 조용히 악장을 맺는다.

### 제2악장. 안단테 (다장조)
2/2 박자, 다장조, 변주곡 형식.
주제와 세 개의 변주로 구성된 이 악장은 베토벤 피아노 소나타에 도입된 첫 변주곡이 되었다. 장난감 병정이 행진하는 모습을 상기시키는 코믹한 주제로 시작한다(악보4).

### 제3악장. 스케르초. 알레그로 아사이
3/8 박자, 사장조, 스케르초라고 쓰여 있지만, 론도 형식에 의한다. 
주부는 헤미올라의 리듬을 가지고 있어, 데니스 매튜스는 이것을 "'(작곡자는) 2가 3개 있는 것은 3이 2개인 것과 같다'는 것을 발견했다"고 표현했다(악보5).